# Brachythecium pseudovelutinoides
Brachythecium pseudovelutinoides là một loài Rêu trong họ Brachytheciaceae. Loài này được (Kindb.) Broth. mô tả khoa học đầu tiên năm 1908.